# Basilique San Calimero de Milan
La basilique San Calimero est une basilique religieuse, située dans la ville de Milan en Lombardie. Elle est dédiée à Calimero, évêque de Milan au IIIe siècle. Sa construction a débuté au Ve siècle, elle a été entièrement reconstruite en 1882 par l'architecte Angelo Colla.
Il reste de l'ancienne église des fresques du XVIe siècle de Giovanni Mauro della Rovere ainsi qu'une autre fresque plus petite de Cristoforo Moretti, datée du XVe siècle, une crucifixion de Giovanni Battista Crespi et une nativité de Marco d'Oggiono. D'autres fresques médiévales sont dans la sacristie annexe. La crypte abrite également les reliques de l'évêque canonisé.
Le nom du personnage de fiction de dessin animé italien Calimero a été donné par son créateur Nino Pagot en hommage à cette basilique où il s'était marié.